# Municipio de Jordan (Dakota del Sur)
El municipio de Jordan (en inglés: Jordan Township) es un municipio ubicado en el condado de Tripp en el estado estadounidense de Dakota del Sur. En el año 2010 tenía una población de 48 habitantes y una densidad poblacional de 0,52 personas por km².

## Geografía
El municipio de Jordan se encuentra ubicado en las coordenadas 43°23′33″N 100°3′33″O / 43.39250, -100.05917. Según la Oficina del Censo de los Estados Unidos, el municipio tiene una superficie total de 92.53 km², de la cual 92,35 km² corresponden a tierra firme y (0,19 %) 0,18 km² es agua.

## Demografía
Según el censo de 2010, había 48 personas residiendo en el municipio de Jordan. La densidad de población era de 0,52 hab./km². De los 48 habitantes, el municipio de Jordan estaba compuesto por el 66,67 % blancos, el 31,25 % eran amerindios y el 2,08 % eran de una mezcla de razas. Del total de la población el 0 % eran hispanos o latinos de cualquier raza.